# Toto Bissainthe
Marie Clotilde "Toto" Bissainthe (Cap-Haïtien, 2 april 1934 – Pétionville, 4 juni 1994) was een Haïtiaans actrice en zangeres. Zij is vooral bekend vanwege de mengeling van traditionele vodou- en boerenthema's met moderne teksten en arrangementen.

## Biografie
In 1950 verliet Bissainthe Haïti om in het buitenland te gaan studeren. Na een jaar in New York kwam ze terecht in Frankrijk.
Na verschillende baantjes in de verpleging en in de landbouw, besloot ze te gaan acteren. Ze werkte onder andere samen met Jean-Marie Serreau en Roger Blin. In 1956 richtte zij in Parijs met onder andere Sarah Maldoror, Samba Ababacar en Timiti Bassori het theatergezelschap Griots op. Dit was het eerste Afrikaanse gezelschap in de stad.
Haar doorbraak als zangeres kwam in 1973 met een optreden in La vieille grill in Parijs. Bissainthe maakte indruk met haar composities over het leven van de onderklasse in Haïti.
In deze periode reisde ze veel door Afrika, Europa en de Franse Antillen. Hoewel ze in de jaren '60 en '70 regelmatig haar geboorteland bezocht, kon ze er tijdens de regering van Jean-Claude Duvalier om politieke redenen niet definitief terugkeren. Wel begon ze in het Kreyòl te zingen.
In 1979 vertrok Bissainthe uit Frankrijk. Ze verbleef 5 jaar op Martinique en 2 jaar in de Dominicaanse Republiek. In februari 1986 keerde ze terug naar Haïti. Ze bleef echter teleurgesteld over het democratische gehalte van het land. Ze overleed op 4 juni 1994 aan leverkanker.

## Discografie

### Albums
| Album met eventuele hitnotering(en) in de Nederlandse Album Top 100 | Datum van verschijnen | Datum van binnenkomst | Hoogste positie | Aantal weken | Opmerkingen                 |
| ------------------------------------------------------------------- | --------------------- | --------------------- | --------------- | ------------ | --------------------------- |
| Toto à New York                                                     | 1975                  | -                     |                 |              | Chango                      |
| Toto chante Haïti                                                   | 1977                  | -                     |                 |              | Arion                       |
| Coda                                                                | 1996                  | -                     |                 |              |                             |
| World Network Vol. 43: Haiti                                        | 1999                  | -                     |                 |              | met Ti Koka / World Network |
| Rétrospective                                                       | 2006                  | -                     |                 |              | Créon Music                 |